# Дюна: Часть вторая
«Дю́на: Часть втора́я» (англ. Dune: Part Two) — эпический научно-фантастический фильм 2024 года, снятый режиссёром и сценаристом Дени Вильнёвом по мотивам романа Фрэнка Герберта «Дюна». Продолжение фильма «Дюна» (2021), часть медиафраншизы с тем же названием. Главные роли в фильме сыграли Тимоти Шаламе, Зендея, Ребекка Фергюсон, Хавьер Бардем, Джош Бролин, Дейв Батиста, Стеллан Скарсгард. Премьера состоялась 6 февраля 2024 года в Мехико и 15 февраля в Лондоне, в театральный прокат фильм вышел 1 марта 2024 года.
Картина стала вторым в списке самых кассовых фильмов 2024 года, превзойдя по сборам первую часть цикла. Она получила почти исключительно положительные отзывы критиков, была удостоена премии «Оскар» в номинациях «Лучший звук» и «Лучшие визуальные эффекты». Ещё до премьеры Вильнёв начал работу над продолжением.

## Сюжет
В прологе принцесса Ирулан Коррино записывает в дневник, что Пол Атрейдес, возможно, ещё жив. Её отец, падишах-император Шаддам IV, находится в подавленном настроении после падения дома Атрейдесов, которое сам же организовал.
Пол и его мать Джессика после разгрома Атрейдесов скрываются в пустыне на Арракисе. Отряд фрименов уничтожает патруль Харконенов, а затем приводит Пола и Джессику в ситч (поселение) Табр. Вождь Стилгар, верящий в пророчество, убеждает сородичей оставить чужаков у себя. Джессика по его настоянию соглашается занять место умирающей преподобной матери фрименов. Для этого ей приходится выпить Воду Жизни — яд гигантского песчаного червя, который передаёт ей воспоминания всех предков женского пола. Поскольку Джессика беременна, Вода Жизни передаёт эту память и её ещё не родившейся дочери Алии, которая становится телепатом с разумом взрослой женщины. Теперь Джессика ведёт беседы с ребёнком в своей утробе. Она решает убедить фрименов, что её сын — обещанный в пророчестве вождь. Фрименка Чани не верит в пророчество, но когда Пол заявляет, что не стремится к власти и хочет только сражаться против Харконненов, Чани проникается к нему уважением.
Пол осваивает обычаи фрименов, совершает в одиночку опасное путешествие по пустыне, проходит испытание в виде езды верхом на исполинском песчаном черве. Фримены признают его своим и дают ему имена «Муад’Диб» и «Усул». Пол и Чани становятся любовниками. Пол участвует в набегах на харконненские сборщики и склады пряности. Джессика духовно направляет его восхождение и подпитывает новую религию, видной фигурой которой становится. Из-за набегов наместник Раббан уже не справляется с планом по сбору пряности. Он лично ведёт бойцов на фрименов, но терпит поражение и с трудом спасается бегством.
На Гьеди-Прайм, родной планете Харконненов, барон Владимир Харконнен организует праздник в честь совершеннолетия своего племянника и наследника Фейд-Рауты. Тот выходит на арену против троих бойцов из дома Атрейдесов. Фейд-Раута легко расправляется с двумя бойцами, одурманенными наркотиками, но победа над третьим даётся ему с немалым трудом. Барон назначает племянника наместником Арракиса вместо Раббана. Марго Фенринг, послушница Бене Гессерит, посланная преподобной матерью Гай Мохиам, соблазняет Фейда, чтобы сохранить его гены, если Пола будет невозможно спасти.
Джессика предлагает сыну отправиться на юг Арракиса, чтобы объединиться с тамошними фундаменталистами. Пол боится, что начнётся священная война, если он отправится на Юг как мессия, и остаётся на Севере. Там он встречает своего старого товарища Гурни Халлека. Гурни приводит Пола к спрятанным атомным боеголовкам Атрейдесов. Войска Фейда атакуют Табр и убивают его жителей, Полу приходится отправиться на юг. Джессика узнаёт, что Вода Жизни — это жидкость, выделяемая детёнышем песчаного червя, когда он тонет. Пол выпивает Воду Жизни, хотя для мужчин она считается смертельным ядом; он впадает в кому, но Чани пробуждает его. Под действием вещества Пол обретает ясное понимание прошлого и будущего, он видит образ своей будущей сестры Алии и понимает, что барон Харконнен — отец его матери. Он решается, наконец, сыграть роль пророка.
Пол отправляется на собрание вождей фрименов и объявляет, что старые законы устарели, а новые устанавливает он — упомянутый в пророчестве Лисан аль-Гаиб, пророк, который приведёт фрименов к победе. Фримены принимают его как своего мессию. Император, обеспокоенный восстанием, прибывает на Арракис, куда уже прилетел барон Харконнен, и раскрывает ему глаза: таинственный вождь фрименов и есть выживший Пол Атрейдес. Пол ядерными боеголовками взрывает горный хребет, прикрывающий крепость Арракин, где находятся барон и император. Оседлав песчаных червей, фримены побеждают сардаукаров и прорывают оборону Арракина. Гурни убивает Раббана, а Пол — барона. Но прежде барон успевает передать на всю галактику сигнал тревоги, и вскоре на орбиту Арракиса прибывают боевые корабли других великих домов.
Пол берёт императора и его свиту в плен и велит передать великим домам, что он уничтожит пряность оставшимися атомными запасами, если они нападут. Пол бросает императору вызов на дуэль. Поскольку тот стар, сражаться за него вызывается Фейд-Раута. В тяжёлом поединке на ножах Пол убивает противника. Принцесса Ирулан соглашается стать его женой, император уступает Полу трон. Чани, разгневанная решением Пола жениться на Ирулан, убегает в пустыню. Представители великих домов отказываются признать Пола императором, и он приказывает Стилгару «вести в рай» армию фрименов. Начинается священная война Муад’Диба против всей галактики.

## В ролях
| Актёр             | Роль                                                                                  |
| ----------------- | ------------------------------------------------------------------------------------- |
| Тимоти Шаламе     | Пол Муад’Диб Атрейдес, наследник Дома Атрейдесов                                      |
| Зендея            | Чани, девушка из племени фрименов и возлюбленная Пола                                 |
| Ребекка Фергюсон  | леди Джессика, мать Пола и член ордена Бене Гессерит                                  |
| Джош Бролин       | оружейный мастер Дома Атрейдесов Гурни Халлек, один из наставников Пола               |
| Остин Батлер      | Фейд-Раута Харконнен, племянник барона и его наследник                                |
| Флоренс Пью       | принцесса Ирулан Коррино, дочь падишах-императора Шаддама IV                          |
| Дейв Батиста      | Глоссу «Зверь» Раббан Харконнен, племянник барона, наместник Харконненов на Арракисе  |
| Кристофер Уокен   | падишах-император Шаддам IV                                                           |
| Леа Сейду         | леди Марго Фенринг, член ордена Бене Гессерит                                         |
| Стеллан Скарсгард | барон Владимир Харконнен, правитель Арракиса                                          |
| Шарлотта Рэмплинг | предсказательница Императора, Преподобная Мать ордена Бене Гессерит Гайя-Елена Моийам |
| Хавьер Бардем     | Стилгар, лидер фрименов из ситча Табр                                                 |
| Сухейла Якуб      | Шишакли, фримен, подруга Чани                                                         |
| Аня Тейлор-Джой   | Алия Атрейдес, нерождённая сестра Пола, появляющаяся в его видениях будущего          |
| Бабс Олусанмокун  | воин фрименов Джамис                                                                  |
| Роджер Юань       | лейтенант Лэнвилл                                                                     |
| Элисон Халстед    | хранительница Воды Жизни Хранитель Воды                                               |
| Джуси Мерли       | Преподобная Мать ситча Табр Рамалло                                                   |

## Производство

### Разработка

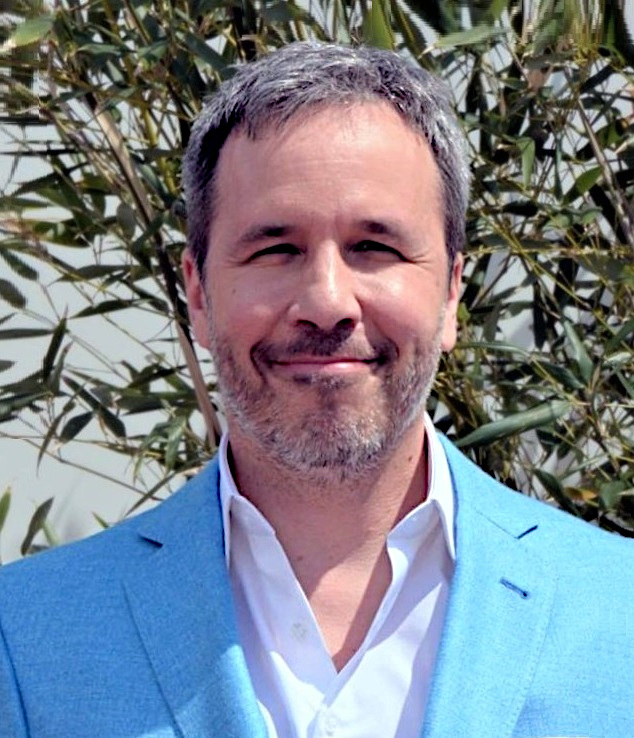
Дени Вильнёв вернулся в качестве режиссёра и соавтора второй части

В ноябре 2016 года компания Legendary Entertainment получила права на производство фильмов и телефильмов по франшизе «Дюна», основанной на одноимённом романе Фрэнка Герберта. Заместитель директора по международному производству компании Legendary Мэри Пэрент начала обсуждать с Дени Вильнёвым режиссуру экранизации и вскоре наняла его, убедившись в его страсти к «Дюне». В феврале 2018 года было подтверждено, что Вильнёв назначен режиссёром и намерен адаптировать роман в виде двухсерийного фильма. В итоге Вильнёв заключил с Warner Bros. Pictures договор на два фильма в том же стиле, что и с двухсерийной адаптацией романа Стивена Кинга «Оно» — «Оно» (2017) и «Оно 2» (2019). В январе 2019 года было подтверждено, что Джо Уокер станет монтажёром фильма. В состав съёмочной группы вошли Брэд Рикер и Патрис Верметт в качестве художников-постановщиков, Пол Ламберт в качестве супервайзера визуальных эффектов, Герд Нефзер в качестве супервайзера спецэффектов и Томас Струтерс в качестве координатора каскадёров. Вильнёв, Мэри Парент и Кейл Бойтер стали продюсерами, Таня Лапуэнт, Брайан Херберт, Байрон Мерритт, Ким Херберт, Томас Талл, Джон Спайхтс, Ричард П. Рубинштейн, Джон Харрисон и Герберт В. Гейн — исполнительными продюсерами, Кевин Джей Андерсон — творческим консультантом. Генеральный директор Legendary Джошуа Гроуд в апреле 2019 года подтвердил, что планируется снять продолжение первой «Дюны», добавив, что «есть логичное положение, где можно остановить [первый] фильм до того, как закончится книга».
В декабре 2020 года Вильнёв заявил, что из-за планов Warner Bros. выпустить фильм в кинотеатрах и на канале HBO Max одновременно первый фильм о Дюне может оказаться недостаточно прибыльным, что приведёт к отказу от продолжения. Во время показа в IMAX первых десяти минут первого фильма на логотипе было написано «Дюна: Часть первая» (англ. Dune: Part One), что подтвердило планы по созданию сиквела. В августе 2021 года Вильнёв более уверенно говорил о продолжении фильма, подчёркивая, что ему не терпится снова поработать с Тимоти Шаламе и Зендейей. В Warner Bros. заверили Вильнёва, что сиквел будет снят, если фильм хорошо покажет себя на HBO Max. За несколько дней до выхода первого фильма генеральный директор Warner Bros. Энн Сарнофф заявила: «Будет ли у нас продолжение „Дюны“? Если вы посмотрите фильм, то увидите, чем он закончится. Думаю, вы знаете ответ на этот вопрос».
26 октября 2021 года компания Legendary официально объявила о выходе второй части. Представитель компании заявил: «Мы бы не добрались до этого момента без необыкновенного видения Дени и потрясающей работы его талантливой команды, сценаристов, нашего звёздного актёрского состава, наших партнёров из Warner Bros. и, конечно же, фанатов!». Одним из ключевых пунктов на переговорах, предшествовавших утверждению сиквела, было обеспечение эксклюзивного показа сиквела только в кинотеатрах. Legendary и Warner Bros. согласились предоставить фильму 45 дней прежде чем он будет доступен на стриминговых сервисах. Вильнёв рассказал, что эксклюзивность кинотеатров была «необсуждаемым условием» и что театральный опыт для него "лежит в самом сердце кинематографического языка». Во время работы над фильмом режиссёр объяснил, что его главная задача — скорейшее завершение съёмочного процесса, и самые ранние сроки — последний квартал 2022 года.

### Сценарий
В апреле 2017 года Эрик Рот был нанят в качестве соавтора сценария к фильмам о Дюне, а позже выяснилось, что Джон Спэйтс напишет сценарий вместе с Ротом и Вильнёвым. Создатель дотракийского и валирийского языков для сериала «Игра престолов» Дэвид Петерсон в апреле 2019 года рассказал, что будет разрабатывать языки для «Дюны 2». Вильнёв и Петерсон создали язык Чакобса, которым пользовались актёры на съёмочной площадке. В ноябре 2019 года Спэйтс покинул пост шоураннера телесериала «Дюна: Пророчество», чтобы сфокусироваться на «Дюне 2». В июне 2020 года Грег Фрэйзер заявил: «Это полностью сформированная история, в которой есть куда двигаться. Это полностью самостоятельный эпический фильм, от которого люди получат массу удовольствия, когда увидят его». Между премьерой первой части и утверждением второй Вильнёв начал работать над сценарием, чтобы приступить к съёмкам, как только фильм получит зелёный свет. К февралю 2021 года Рот создал полный сценарий сиквела, в августе того же года началась работа над фильмом. В марте 2022 года Вильнёв рассказал, что почти закончил писать сценарий, при этом Крейг Мейзин и Рот написали дополнительные литературные материалы для фильма.
Вильнёв описал фильм как «эпическое военное кино», добавив, что если первый фильм был более «созерцательным», то во втором будет больше экшна. В центре сюжета — контроль над пряностью, психоделическим минералом, наделяющим его обладателей сверхъестественными способностями, который можно найти исключительно на Арракисе. Вильнёв стремился привязать фильм к персонажам, в первую очередь к Полу и Чани. Этих двоих, между которыми разворачивается «эпическая история любви», Вильнёв назвал «эпицентром сюжета». Зендея поначалу испытывала трудности с созданием диалогов, комментируя это так: «Было забавно пытаться понять, как в этом футуристическом космосе разговаривать, например, как они флиртуют?». Шаламе добавил, что Пол будет находиться под сильным влиянием Чани, которая послужит ему «моральным компасом». Кроме того, Пол глубоко погружается в культуру фрименов, устанавливая более тесную связь со Стилгаром, который становится для него суррогатным отцом и наставником, в то время как между Чани и леди Джессикой возникает напряжённость, поскольку Чани знает, что планы Джессики негативно влияют на фрименов. Роли Чани и леди Джессики были расширены по сравнению с романом, Чани стала критиком власти. При создании сцены с песчаным червём Вильнёв опирался в первую очередь на собственные рисунки и раскадровки, так как считал, что в книге нет адекватных описаний. Позже он назвал эту сцену одной из своих любимых в фильме. Вильнёв посчитал, что концовка фильма была более «трагичной», чем концовка книги, и решил, что она адекватно разрешает сюжетную линию Пола во всех фильмах о Дюне, а также закладывает его характер для возможного третьего фильма, основанного на романе Фрэнка Герберта «Мессия Дюны» (1969). Он сосредоточился на первоначальном намерении писателя сделать Пола антигероем и написал сценарий фильма с учётом его будущих планов относительно «Мессии Дюны», например, изменив характер Чани.
После первого фильма барон Харконнен сильно ослабел и стал нуждаться в погружении в жидкость, сосредоточившись на выборе наследника — Глоссу Раббана или Фейд-Раута, являющихся ему племянниками. Раббан считался плохим стратегом, в то время как Фейд-Раута показан умным и харизматичным. Батлер посчитал, что персонаж Фейд-Раута — это «обратная сторона одной медали» с Полом, поскольку оба они участвовали в программе генетической селекции Бене Гессерит; по мнению Батлера, воспитание Фейд-Раута на Гьеди Прайм и забота о своём теле объясняют его высокомерие. Между тем Вильнёв отметил, что его психопатическая личность и жестокость, схожая с животной и контрастируют с его «кодексом чести» и благоговением перед бойцами. Леди Джессика сильно травмирована смертью герцога Лето, её сравнивают с Полом как «выжившую» и разрабатывают стратегию для реализации амбиций Бене Гессерит, которые стремятся исполнить своё пророчество о максимальном раскрытии человеческого потенциала, не обращая внимания на мораль и этику. Дополнительное внимание уделено политическому аспекту: принцесса Ирулан Коррино боится, что её отец, император Шаддам IV, потеряет трон из-за утраты влияния на враждующие группировки. Как и в случае с Чани и леди Джессикой, Вильнёв развил характер и мотивы принцессы Ирулан из романа, а Пью отметила её сдержанный характер и интеллект.

### Подбор актёров
В марте 2022 года стало известно, что Флоренс Пью и Остин Батлер ведут переговоры о том, чтобы сняться в фильме в роли принцессы Ирулан Коррино и наследника дома Харконненов Фейд-Раута Харконнена соответственно. Батлеру предложили роль, когда он пил кофе с Вильнёвом, без необходимости прослушивания. Он четыре месяца тренировался в Будапеште, используя фитнес-режим, разработанный бывшим участником команды ВМС США — SEAL. Вильнёв описал его исполнение как «нечто среднее между убийцей-психопатом, олимпийским мастером меча, змеёй и Миком Джаггером». Батлер имитировал голос Стеллана Скарсгарда, сыгравшего барона Харконнена, так как считал, что Фейд находится под влиянием барона. В мае к актёрскому составу присоединился Кристофер Уокен в роли Шаддама IV. В июне Леа Сейду вступила в переговоры, чтобы присоединиться к актёрскому составу в роли леди Марго Фенринг. В июле Сухейла Якуб получила роль Шишакли. На лондонской премьере фильма в феврале 2024 года Аня Тейлор-Джой подтвердила, что получила роль Алии Атрейдес. Вильнёв был удивлён тем, что её роль так долго держалась в секрете, отметив, что для того, чтобы сохранить этот секрет, нужно было «очень много работать». Роль Джой была раскрыта в списке актёрских заслуг фильма на сайте Letterboxd.

### Съёмки
Предварительные съёмки начались 4 июля 2022 года и длились два дня в усыпальнице Бриона в Альтиволе (Италия). Основные съёмки должны были начаться 21 июля в Будапеште (Венгрия), но начались раньше — 18 июля. Фильм был полностью снят на цифровую камеру Arri Alexa LF, при этом использовались новые места съёмок и декорации, «чтобы избежать повторений». В ноябре 2022 года съёмки были перенесены в Абу-Даби. Специальное подразделение съёмочной группы снимало сцены с Тейлор-Джой в Намибии, самой засушливой стране Африки к югу от Сахары. Съёмки фильма завершились 12 декабря 2022 года. Благодаря задержкам Вильнёв смог перевести фильм для проекции в формат IMAX 70 мм и обычный формат 70 мм.
Вильнёв и оператор Грейг Фрейзер снимали гладиаторские сцены Фейд-Раута с помощью специально разработанных чёрно-белых инфракрасных камер. Они хотели, чтобы Харконнены не аплодировали, а ликовали и топали ногами, поэтому они спроектировали более 30 секций для зрителей на арене. Романтические сцены между Полом и Чани снимались в основном в удалённых местах в Иордании в золотой час. Сцены часто снимались быстро, когда в распоряжении был всего один час. Сцена катания Пола на песчаном черве снималась на отдельном от основного съёмочном павильоне под руководством продюсера Тани Лапуэнт и специальной команды. Шаламе снимал свои сцены на платформе, имитирующей часть песчаного червя, а захватные приспособления служили образцом крюков фрименов. Промышленный вентилятор обдувал песок на съёмочной площадке, чтобы имитировать климат пустыни. По оценкам Шаламе, съёмки этой сцены заняли более трёх месяцев, а отдельные эпизоды длились по 20-30 минут. Поскольку настоящий песчаный червь не был построен, а референсные кадры отсутствовали, съёмочная группа сконструировала небольшую часть червя на площадке, и актёрам пришлось физически представлять и имитировать езду на песчаном черве. Батлер и Шаламе отдельно тренировались с инструктором Кали в Лос-Анджелесе для кульминационной битвы. Они с нетерпением ждали этой сцены и начали репетировать, как только встретились в Будапеште.

## Музыка

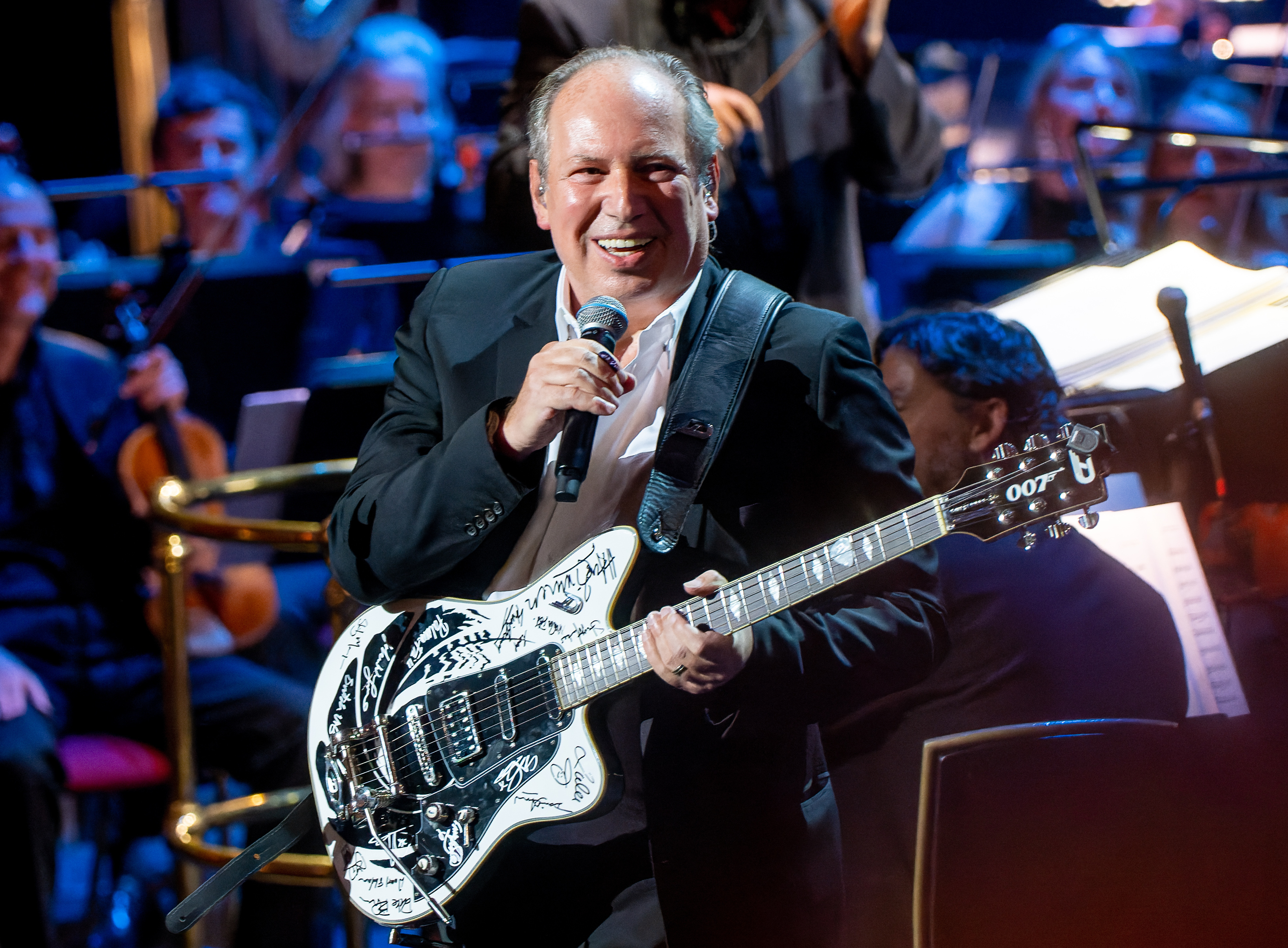
Ханс Циммер вернулся для написания музыки к второй части

Ханс Циммер вернулся к написанию саундтрека к фильму после того, как сделал это для первой части. Циммер написал более 90 минут музыки до анонса фильма, чтобы помочь Вильнёву вдохновиться при написании второй части. 15 февраля 2024 года лейблом WaterTower Music были выпущены два сингла под названием «A Time of Quiet Between the Storms» и «Harvester Attack». Полный альбом саундтреков был выпущен 23 февраля 2024 года.

## Релиз
25 апреля 2023 года компания Warner Bros. на CinemaCon представила тизер фильма. 2 мая 2023 года были опубликованы постеры и кадры из фильма с изображением главных героев. 3 мая 2023 года вышел первый трейлер фильма, 29 июня — второй.
Выход фильма в прокат изначально намечался на 20 октября 2023 года, но его перенесли сначала на 17 ноября того же года, а затем на 3 ноября из-за изменений в графике премьер других студий. В августе 2023 года из-за продолжающихся в Голливуде забастовок гильдий сценаристов и актёров релиз передвинули на 15 марта 2024 года, после окончания забастовок — на 1 марта. В странах СНГ премьера состоялась 29 февраля. После успеха фильма «Оппенгеймер» (2023) в формате IMAX 70 мм авторы решили выпустить фильм на 12 площадках по всему миру в этом формате.
6 февраля 2024 года в торговом центре «Auditorio Nacional» в Мехико состоялась красная дорожка фильма. Мировая премьера состоялась 15 февраля в лондонском кинотеатре «Odeon Luxe Leicester Square».
Фильм собрал $ 104,6 млн в США и Канаде и $ 99,7 млн долларов в других странах, при этом его мировые сборы составили $ 204,3 млн. Согласно оценкам журнала The Hollywood Reporter, для самоокупаемости фильму нужно было собрать около $ 500 млн. К концу апреля 2024 года кассовые сборы превысили $ 700 млн.
В США и Канаде «Дюна: Часть вторая» превзошла по предварительным продажам билетов «Оппенгеймер» (2023). В первый день она собрала $ 32,2 млн, включая $ 12 млн с предварительных показов 25 и 29 февраля; показы IMAX составили $ 4,5 млн (38 % от ранних итоговых результатов). Дебют фильма составил 82,5 млн долларов, что вдвое больше, чем сумма, собранная первой частью в премьерный уик-энд; сборы IMAX составили 18,5 млн долларов (23 %), что стало рекордом для мартовского релиза. По словам Джеффа Голдштейна, президента по внутренней дистрибуции Warner Bros., этот показатель «намного выше, чем мы могли предсказать». Фильм заработал $ 100,02 млн на 72 международных рынках в свой премьерный уик-энд, доведя мировой трёхдневный дебют до $ 182,5 млн.

## Оценки
Фильм в основном получил восторженные отзывы критиков, а некоторые считают его превосходящим своего предшественника. На сайте-агрегаторе рецензий Rotten Tomatoes он получил рейтинг 92 % со средней оценкой 8,3/10. Консенсус сайта гласит: «Визуально захватывающая и повествовательно эпическая „Дюна: Часть вторая“ продолжает экранизацию любимого научно-фантастического сериала Дени Вильнёва в захватывающей форме».
Робби Коллин из The Telegraph поставил фильму четыре звезды из пяти и похвалил его визуальное оформление, отметив: «Неопределённость „Дюны“ — одно из её лучших качеств: выяснение того, что произойдёт, вторично по сравнению с тем, как это происходит». Питер Брэдшоу, главный кинокритик The Guardian, поставив такую же оценку, написал: «Монументальная экранизация Дени Вильнёва расширяет его необыкновенный мир мерцающих странностей. Невозможно представить, чтобы кто-то сделал это лучше». Рецензия Ноа Берлатски на фильм, опубликованная CNN, гласит: «„Дюна: Часть вторая“ претендует на то, чтобы показать нам борьбу за свободу на экзотической и далёкой планете. Но она рассказывает всё ту же старую историю о власти».
В неоднозначной рецензии Матье Мачерет, написавшей для Le Monde, отмечено, что после первой части, «заложившей основы мифологии», фильм, очень тесно связанный с историей Герберта, сосредоточился на «создании мессии». Обозреватель канала TF1 похвалил фильм, но посчитал его «чрезмерно созерцательным». По мнению автора рецензии для журнала Première, сняв «Дюну 2», Вильнёв доказал, что он «лучший наследник Ридли Скотта». Обозреватель Público заявил: «Все в „Дюне: Часть вторая“ — это поединок между бесконечно малым и космическим, между судьбой и свободой воли; как и в книге Герберта, но здесь в явно вильнёвской манере, с монументальной серьёзностью, временами даже торжественной, но способной дать зрителю то, во что можно вцепиться зубами. (…) Это тот редкий случай, когда второй фильм оказывается более крепким, чем первый».
В российской прессе фильм получил почти исключительно положительные отзывы. О нём писали: «Красивый, масштабный, страшно зрелищный и в целом грандиозный сайфай <…> такие впечатляющие фантастические блокбастеры выходят редко» («Афиша»), «„Властелин колец“ от научной фантастики — грозный и драматичный эпос с почти осязаемой вселенной и бруталистской эстетикой» («Мир фантастики»), «Затягивающая, как зыбучие пески, история о власти и фатализме» («Фильм.ру»). Отмечая плюсы кинокартины, некоторые кинокритики отметили и её слабости: так, Станислав Зельвенский в обзоре для сайта «Кинопоиск» пишет, что «на планете Дени Вильнёва слишком мало жизни» и что «невнятность сценария канадец компенсирует визуальной энергией».
Кристофер Нолан сравнил вторую часть «Дюны» с картиной «Звёздные войны. Эпизод V: Империя наносит ответный удар» (1980), любимым фильмом Вильнёва из киносерии «Звёздные войны».
Трейлер фильма был номинирован на премию «Золотой трейлер» в категории «Лучшее фантастическое приключение» и премию Дона Лафонтена в категории «Лучший закадровый голос». Картина получила номинацию в категории «Самый ожидаемый фильм» на 6-м межсезонном конкурсе Ассоциации голливудских критиков.
По итогам 2024 года многие издания включили «Дюну 2» в свои списки лучших фильмов, в том числе Empire, IndieWire, Polygon, Rolling Stone, Variety, «Кинопоиск», «Мир фантастики». Издания Collider, IGN, Screen Rant назвали её фильмом года.

## Награды и номинации
- 2024 — участие в основной программе фестиваля Camerimage (Дени Вильнёв, Грег Фрейзер).
- 2024 — номинация на премию «Золотой петух» за лучший фильм на иностранном языке.
- 2025 — 7 номинаций на премию BAFTA: лучший режиссёр (Дени Вильнёв), лучшая операторская работа (Грег Фрейзер), лучший монтаж (Джо Уокер), лучшая работа художника-постановщика (Патрис Верметт, Шейн Вио), лучший грим и причёски (Эва фон Бар, Лав Ларсон), лучший звук, лучшие визуальные спецэффекты.
- 2025 — две номинации на премию «Золотой глобус» за лучший фильм — драма и за лучшую оригинальную музыку (Ханс Циммер).
- 2025 — номинация на премию Гильдии киноактёров США за лучшую работу каскадёров.
- 2025 — 14 номинаций на премию «Сатурн»: лучший научно-фантастический фильм, лучшая режиссура (Дени Вильнёв), лучший сценарий (Дени Вильнёв, Джон Спэйтс), лучший актёр (Тимоти Шаламе), лучшая актриса второго плана (Ребекка Фергюсон, Зендея), лучший актёр второго плана (Джош Бролин, Остин Батлер), лучшая музыка (Ханс Циммер), лучший монтаж (Джо Уокер), лучшая работа художника-постановщика (Патрис Верметт), лучшие костюмы (Жаклин Уэст), лучший грим (Эва фон Бар, Лав Ларсон, Дональд Моуэт), лучшие визуальные/специальные эффекты.
- 2025 — 10 номинаций на премию «Выбор критиков»: лучший фильм, лучший режиссёр (Дени Вильнёв), лучший адаптированный сценарий (Дени Вильнёв, Джон Спэйтс), лучшая операторская работа (Грег Фрейзер), лучшая музыка (Ханс Циммер), лучший монтаж (Джо Уокер), лучшая работа художника-постановщика (Патрис Верметт, Шейн Вио), лучшие костюмы (Жаклин Уэст), лучший грим и причёски, лучшие визуальные эффекты.
- 2025 — 9 номинаций на премию «Спутник»: лучший фильм — драма, лучший режиссёр (Дени Вильнёв), лучшая операторская работа (Грег Фрейзер), лучшая оригинальная музыка (Ханс Циммер), лучший монтаж (Джо Уокер), лучшая работа художника-постановщика (Патрис Верметт, Шейн Вио), лучшие костюмы (Жаклин Уэст), лучший звук, лучшие визуальные эффекты.
- 2025 — номинация на премию Гильдии сценаристов США за лучший адаптированный сценарий (Дени Вильнёв, Джон Спэйтс).
- 2025 — номинация на премию «Грэмми» за лучший саундрек для визуальных медиа (Ханс Циммер).
- 2025 – победа на премии «Оскар» в номинациях «лучший звук» и «лучшие визуальные эффекты»[122].

## Продолжение
Вильнёв выразил заинтересованность в создании фильма по мотивам второго романа Фрэнка Герберта из цикла «Хроники Дюны» — «Мессия Дюны». При этом возможность создания картины изначально зависела от успеха второй части. В августе 2023 года Вильнёв заявил о своих намерениях снять третий фильм, который станет завершением трилогии; работа над сценарием началась в том же году. В феврале 2024 года режиссёр рассказал, что сценарий «почти готов», но он «не хочет торопиться».
Ханс Циммер, по его словам, начал писать музыку к третьему фильму после того, как Вильнёв пришёл и «без слов» положил ему на стол «Мессию Дюны».